# Red Dead Online
Red Dead Online — многопользовательская игра в жанре action-adventure, разработанная и изданная Rockstar Games в качестве онлайн-режима Red Dead Redemption 2. После нескольких месяцев бета-тестирования Red Dead Online была выпущена для PlayStation 4 и Xbox One в мае 2019 года и Microsoft Windows в ноябре 2019 года. В декабре 2020 года для игры был выпущен отдельный клиент, таким образом, стало возможным приобрести Red Dead Online отдельно, не приобретая основную игру. Игрок управляет настраиваемым молчаливым главным героем, которого освобождают из тюрьмы, куда его посадили, ложно обвинив в убийстве, и теперь он должен отомстить. Действие игры разворачивается в 1898 году, за год до событий Red Dead Redemption 2. Игра включает сюжетные миссии, в которых до четырёх игроков выполняют различные задачи, продвигая сюжет, а также побочные миссии и случайные события.
Как и в Red Dead Redemption 2, в Red Dead Online возможна игра с видом от первого и третьего лица. Игрок может свободно перемещаться по открытому миру. Игровой процесс включает в себя перестрелки, охоту, верховую езду, взаимодействие с неигровыми персонажами и поддержание рейтинга чести персонажа посредством морального выбора и хороших/плохих поступков. Правоохранительные органы и охотники за головами реагируют на преступления, совершаемые игроками. Игроки могут путешествовать по открытому миру в одиночку или в отряде до семи игроков. Отряды могут действовать совместно либо выступать друг против друга.
При разработке игры учитывались уроки, извлечённые из мультиплеера Red Dead Redemption и Grand Theft Auto Online. Первоначально Red Dead Online критиковали за дисбаланс в геймплее и экономике игры. С последующими обновлениями эти проблемы исправлялись. Игра получила положительные отзывы за представленные миссии, совместные мероприятия и технические усовершенствования. Как и Grand Theft Auto Online, игра получает обновления с новым контентом, включая различные роли. Тем не менее, игроки периодически подвергают критике разработчиков именно из-за недостатка контента в игре.

## Геймплей
Red Dead Online — онлайн-режим компьютерной игры Red Dead Redemption 2 2018 года (с декабря 2020 года Red Dead Online можно приобрести отдельно от основной игры). Игра предоставляет возможность играть с видом от первого или третьего лица. Действие игры разворачивается в открытом мире, представляющим собой вымышленную версию США. Прогресс игрока в Red Dead Redemption 2 никак не влияет на многопользовательскую игру. Войдя в игровой мир, игрок создаёт своего персонажа и может свободно исследовать окружающий мир в одиночку или в «отряде» с другими игроками. Игроки в отряде могут совершать совместные действия или соревноваться между собой, а также соперничать с другими отрядами. По мере того, как игрок совершает различные действия в игровом мире, он получает очки опыта для повышения уровня своего персонажа и получения различных бонусов, тем самым, прогрессируя в игре.
У каждого игрока есть свой лагерь. Лагерь может быть организован во множестве мест по всему игровому миру. В любое время лагерь может быть свёрнут и развёрнут в другом месте. Лагерь может быть как для одного игрока, так и для отряда. В лагере игроки могут отдыхать, пользоваться гардеробом, изготавливать предметы, готовить. Из лагеря можно быстро перемещаться по игровому миру. Основным видом транспорта в игре являются лошади. Они могут быть различных пород и различаются характеристиками. После покупки лошадь нужно приручить. Частое использование лошади запускает процесс приручения, когда уровень доверия лошади к персонажу игрока увеличивается. Ускорить прирост доверия можно, если чистить лошадь и кормить. Лошадь должна быть застрахована, чтобы после смерти она могла возродиться.
По всему игровому миру разбросаны сюжетные миссии, в них четверо игроков выполняют задания по продвижению сюжета игры. В игровом мире также есть события, в которых могут принять участие до 32 игроков, индивидуально или со своими отрядами. Типы событий могут включать режим deathmatch, с запретом на огнестрельное оружие, или гонки на лошадях. Игроки получают уведомление, что в ближайшее время начинается соревновательное событие и имеют возможность быстро присоединиться к нему. Помимо подобных событий игрок может получить задание у неигрового персонажа («незнакомца»). До четырёх игроков могут присоединиться к временному отряду в конкретной игровой сессии, а за определённую плату до семи игроков могут присоединиться к постоянному отряду, который восстанавливается каждый раз, когда его лидер входит в сеть. В постоянном отряде игроки могут настраивать стиль отряда и просматривать статистику игроков. Огонь по своим может быть отключён, чтобы товарищи по отряду случайно не травмировали друг друга. Если два игрока продолжают убивать друг друга, то игра представляет им на выбор два режима: перемирие, когда игроки не могут в течение десяти минут использовать оружие друг против друга; и вражда, когда два игрока могут сражаться друг с другом наедине в течение трёх минут. Перемирие может объявить любой игрок, но для вражды нужно согласие обоих игроков.
В отличие от одиночного режима Red Dead Redemption 2 в Red Dead Online помимо обычной игровой валюты в виде долларов, появляется дополнительная премиумная валюта в виде золотых слитков. Золото можно заработать в игре или купить за реальные деньги. За золотые слитки в игре можно приобрести некоторые предметы роскоши или роли. В отличие от одиночной игры в онлайн-режиме игроку не обязательно посещать магазин в игре, чтобы что-либо купить. Любые товары можно купить через переносной каталог, а затем они будут доставлены на почту или в лагерь игрока. Red Dead Online вводит «карты способностей», одну активную и три пассивные, которые дают некоторые бонусы персонажу. Игроки получают эти карты путём их покупки при достижении определённого уровня в игре. Сами карты также имеют уровни. Следующий уровень карты нужно купить, предварительно набрав определённое количество очков опыта. Red Dead Online использует систему чести из одиночной игры. Плохие поступки понижают уровень чести игрока, а хорошие повышают. Некоторые сюжетные миссии могут быть начаты только в том случае, если честь игрока находится на определённом уровне.

## Сюжет

### Земля возможностей
Действие сюжета происходит в 1898 году, за год до событий Red Dead Redemption 2. Игрок берёт на себя роль молчаливого главного героя, который был арестован за убийство, которого не совершал, и заключён в исправительную колонию Шишика. В ожидании казни, через шесть месяцев после вынесения приговора, нашего героя, в числе нескольких других заключённых, перевозят на работы. В этот момент на тюремный фургон нападают вооружённые люди, которые освобождают заключённых. Их лидер, который представляется как мистер Хорли, сопровождает персонажа игрока в лагерь к своему нанимателю, мадам Джессике Леклерк. Джессика Леклерк рассказывает, что её муж Филипп был убит одним из своих деловых партнёров. Кем точно она не знает. Это может быть банкир Джеремия Шоу, фермер Эймос Лэнсинг, его жена Грейс (в прошлом лучшая подруга миссис Леклерк) или Тедди Браун, бандит и брат Грейс. Джессика просит игрока выяснить, кто убил её мужа. К тому же это было именно то убийство, из-за которого наш персонаж оказался в тюрьме. При этом сама Леклерк точно знает, что персонаж игрока не виновен в убийстве и был арестован, просто потому, что оказался не в том месте не в то время.
Пока Хорли расследует убийство Филиппа, игрок должен помочь местным шерифам в поимке преступников. Далее, в зависимости от чести игрока, игрок либо получит работу у маршала Тома Дэвиса, либо у преступника Сэмсона Финча. Маршал разыскивает опасного убийцу Альфредо Монтеса. При низком уровне чести Хорли сводит игрока с преступником Сэмсоном Финчем, который просит убить его бывшего партнёра и ограбить группу богатых промышленников. Тем временем становится известно, где прячется Тедди Браун. Его банда засела в Форт-Мерсер. Перед смертью он сознаётся, что убил Филиппа Леклерка, однако не говорит по чьему приказу. Джессика убивает Брауна. При высоком уровне чести игрок продолжает помогать маршалу Тому Дэвису, которого преследуют люди из банды Альфредо Монтеса. При низком уровне чести игрок помогает Сэмсону Финчу ограбить банк в Сен-Дени.
После смерти Тедди Брауна, Эймос Лэнсинг даёт миссис Леклерк знать, что хочет с ней переговорить и назначает встречу в Блэкуотере. На встрече Лэнсинг сообщает, что очень опечален тем фактом, что муж Леклерк умер, но у них был уговор, что если кто-то из них умрёт, то другой получает его долю. Разъярённая миссис Леклерк убивает Лэнсинга. Теперь Леклерк и Хорли приходится бежать из города. Хотя Лэнсинг мёртв, Джессика недовольна тем, что не повидалась с его женой, однако сейчас она должна спрятаться и залечь на дно.

### Жизнь самогонщика
Мэгги Файк занималась незаконным самогонным бизнесом, пока её деятельность не прекратил безжалостный правительственный агент Рид Хиксон. Он арестовал племянника Мэгги — Лема, сжёг её хижину, а её саму бросил в огонь. Хотя Мэгги удалось выбраться из горящего дома, она сильно обгорела. Много месяцев Мэгги приходила в себя. Теперь она хочет вернуться в самогонный бизнес и предлагает игроку стать её партнёром. Игрок спасает из плена самогонщиков-конкурентов варщика Марселя, выходца из династии французских винокуров, который, пока его не похитили, работал на мадам Леклерк. Далее игрок спасает племянника Мэгги Лема. Попутно Мэгги пытается навредить своим конкурентам Брейтуэйтам, тем более что к ним переметнулся её бывший компаньон Дэнни-Ли. О том, что Мэгги выжила и вернулась в самогонный бизнес, узнаёт и правительственный агент Рид Хиксон. Мэгги же решает избавиться от всех своих врагов разом. Лем устраивает встречу с Брейтуэйтом и Дэнни-Ли, якобы он хочет сбежать от тётушки и перейти на их сторону. О планируемой встрече анонимно сообщают Риду Хиксону. На месте встречи Лем собирается заранее разлить горючий самогон, чтобы потом всех поджечь. Хиксон приводит на встречу много своих людей и всё идёт не по плану. За взятку он отпускает Брейтуэйта, но арестовывает Дэнни-Ли, а также Лема и игрока. Лему, однако, всё же удаётся поджечь горючий самогон. Игрок убивает Хиксона и захватывает Дэнни-Ли, доставляя последнего Мэгги, которая позволяет ему уйти, но при условии, что тот навсегда исчезнет.

### Кровавые деньги
Легендарный мафиози Анджело Бронте для взаиморасчёта со своими партнёрами использовал уникальные банкноты — капитале. Постепенно эти банкноты заполонили весь фронтир, оказавшись на руках у всякого сброда. Анджело Бронте и его правая рука Гвидо Мартелли хотят убрать капитале с улиц. Ценность этих банкнот будет выше если в обороте их будет меньше и находиться в руках они будут только у серьёзных людей. Попутно мафия хочет избавиться от популярного в Лемойне сенатора Рикарда. В следующем году в Сакраменто пройдёт Всеамериканская выставка и сенатор хочет показать на ней уникальную экспозицию, а именно три редких драгоценных камня. Мафия хочет помешать этим планам и присвоить все драгоценности себе.

## Разработка
Red Dead Online разрабатывалась одновременно с одиночным режимом. Хотя Red Dead Online и Red Dead Redemption 2 имеют одни ассеты и геймплей, Rockstar рассматривает их как самостоятельные продукты. Команда разработчиков извлекла уроки из мультиплеера Red Dead Redemption (2010) и попыталась взять лучшие элементы из Grand Theft Auto Online (2013), особенно, что касается введения сюжетных элементов в многопользовательский режим. Разработчики стремились перенести элементы одиночного режима Red Dead Redemption 2 в Red Dead Online, изменяя их под мультиплеер. Продюсер Роб Нельсон рассказал, что хотя опыт работы над Grand Theft Auto Online помог с основами Red Dead Online, отличия в направлении игры, её темпе и масштабе, требовали иного подхода, медленно выводящего игрока в мир, вместо быстрого темпа Grand Theft Auto Online.
Публичная бета-версия Red Dead Online стала доступна 27 ноября 2018 года для тех игроков, которые имели специальную версию игры. Постепенно доступ открылся для всех игроков. Такой вариант релиза был выбран Rockstar, чтобы смягчить возможные проблемы с производительностью из-за большого наплыва игроков. На стадии бета-тестирования разработчики добавили и адаптировали несколько игровых режимов, а также правили игровой баланс и экономику. Прогресс игроков сохранился и после 14 мая 2019 года, когда игра вышла из беты. В Red Dead Online есть микротранзакции, позволяющие игрокам покупать золотые слитки для внутриигровых покупок различной косметики или ролей. Rockstar применяет аналогичный подход и в Grand Theft Auto Online.

### Дополнительный контент
Периодически в игру добавляется дополнительный контент в виде бесплатных обновлений. Компания Rockstar планирует со временем развивать игровой мир, в том числе расширять внутриигровой бизнес игрока от небольшого лагеря до более крупной компании, а также добавлять больше ролевых элементов, включая дополнительные роли и миссии. Одной из самых больших проблем для команды разработчиков было создание внутреннего мира, в котором игроки будут не просто хотеть играть, а действительно существовать в нём. В декабре 2018 года появилось первое обновление игрового мира, когда в салунах заиграла рождественская музыка.
В мае 2019 года, вместе с полноценным релизом игры, было выпущено обновление, которое включало новые сюжетные миссии, активности в свободном режиме, случайные события и покер. 10 сентября 2019 года вышло обновление «Промыслы на фронтире», которое добавило три новые роли: охотник за головами, где игроки получают вознаграждение, выслеживая преступников; торговец, где игроки охотятся и продают, превращая свой лагерь в бизнес; и коллекционер, который ориентирован на собирание коллекционных предметов, в том числе с помощь металлоискателя, лопаты и бинокля. Команда разработчиков реализовала идею ролей из-за постоянных просьб игроков, желавших иметь опыт отыгрыша какой-либо определённой роли. Обновление также добавило «Бандитский абонемент», который предоставляет игрокам доступ к дополнительным наградам, получаемым за очки опыта. Для охотника за головами в игру периодически добавлялись новые легендарные преступники, а коллекционеры каждую неделю получают новое письмо от мадам Назар с описанием предметов, которые нужны цыганке на этой неделе. Роль самогонщика была добавлена в игру 13 декабря 2019 года. Дополняющая роль торговца, роль самогонщика фокусируется на производстве и распространении самогона. Обновление также включало дополнительный контент, такой как первая приобретаемая недвижимость и новый «Бандитский абонемент». Чтобы отпраздновать Рождество в декабре 2019 года в игровом мире пошёл снег.
28 июля 2020 года в игру была добавлена новая роль натуралиста. Новая роль позволяет игрокам выслеживать животных, чтобы изучать их или охотиться на них. Обновление также добавило новую одежду, легендарных животных и новый «Бандитский абонемент». На Хэллоуин в октябре 2020 года Rockstar добавили новое противоборство, в котором игроки сражались с зомби. Также с 20 октября по 16 ноября в игре были доступны тематические вещи на тему Хэллоуина и небольшой «Хэллоуинский абонемент». Обновление в декабре 2020 года добавило новые уровни к роли охотника за головами с новыми легендарными преступниками и новыми знаменитыми преступниками, новый «Бандитский абонемент» и новые предметы. Снегопад в игровом мире вернулся на Рождество 2020 года.
16 февраля 2021 года в игру были добавлены три одиночные миссии, выдаваемые через телеграммы. 16 марта в игру был добавлен новый пятый «Бандитский абонемент». 25 мая в игру были добавлены 8 новых гонок на лошадях. 13 июля вышло обновление «Кровавые деньги», которое добавило в игру новую сюжетную линию. Четверо из уже существующих в игре незнакомцев начали выдавать новые задания, называемые «преступлениями». На этих заданиях можно найти новую валюту «капитале» (найти «капитале» можно и в свободном режиме). Накопив достаточно «капитале» игрок получает доступ к «перспективам», более сложным заданиям. В игру был добавлен новый абонемент, который теперь получил название «Проворный стрелок». Абонемент имел 100 уровней, но был разделён на четыре равные части. Каждую такую часть нужно было покупать отдельно и доступными они становились постепенно. Некоторые предметы, которые входили в прошлые «Бандитские абонементы», стало возможным купить у мадам Назар. Владельцы видеокарт Nvidia на PC в Red Dead Redemption 2 и Red Dead Online получили поддержку технологии DLSS, которая была призвана увеличить частоту кадров. 10 августа стал доступен режим «К оружию», в котором игрокам нужно справиться с десятью волнами врагов. 28 сентября в игру было добавлено ещё три новых телеграфных задания, выдаваемых через телеграммы. Новые задания стали сложнее предыдущих. На Хэллоуин в игре стали доступны тематические игровые режимы. Как и год назад в игру был добавлен небольшой «Хэллоуинский абонемент». В декабре в игре появился снег и праздничные украшения. В 20-х числах стали доступны сезонные зимние карты для режима «К оружию».
В начале июля 2022 года (через год после выхода последнего крупного дополнения «Кровавые деньги») Rockstar Games в своей новостной ленте сообщили, что в обозримом будущем новые большие дополнения для игры не планируются, так как компания хочет сосредоточиться на создании новой игры в серии Grand Theft Auto. 6 сентября вышло обновление, исправляющее различные баги и улучшающее производительность. В игру также были добавлены три новые хардкорные телеграфные миссии. В преддверии Хэллоуина в игру был возвращён прошлогодний «Хэллоуинский абонемент № 2» и старые хэллоуинские режимы. 18 октября стало доступно новое хардкорное телеграфное задание и три новые карты для режима «К оружию».
15 августа 2023 года в игру были добавлены три новые телеграфные миссии. На Хэллоуин этого года в игру были возвращены соответствующие тематические режимы и в третий раз «Хэллоуинский абонемент № 2», что вызвало критику со стороны старых игроков. Соответствующие праздничные режимы были возвращены в игру и в конце декабря.
В конце января 2024 года для ПК-версии игры вышел патч, который должен был улучшить стабильность игры на этой платформе. В октябре в игру были добавлены три новые телеграфные миссии для телохранителей, стал снова доступен «Хэллоуинский абонемент № 2» и другие тематические хэллоуинские занятия. Соответствующие тематические праздничные ивенты были возвращены и в декабре.
В июне 2025 года в игру был добавлен новый режим противоборства «Спасайся кто может — Град пуль» с упором на снайперские винтовки. В июле в игру были добавлены четыре телеграфных задания на сверхъестественную тематику под общим названием «Байки с Запада».

## Отзывы
Ещё во время бета-тестирования Red Dead Online, игру критиковали за сломанную экономику. В игре было сложно зарабатывать деньги, а всё необходимое стоило дорого. Золотые слитки, премиумная валюта в игре, зарабатываются очень медленно. Игроки подсчитали, что на заработок одного золотого слитка может уйти до 8 часов. После многочисленных жалоб Rockstar согласились поправить баланс экономики в игре. Подобные жалобы также касались и гриферства. Rockstar исправили эти проблемы, изменив видимость игроков на карте. Теперь игроки могут видеть других игроков только в том случае, если они находятся близко друг от друга, что было призвано затруднить гриферам возможность выслеживать и преследовать конкретных игроков. При этом агрессивные игроки теперь стали отмечаться на карте красным цветом.
Люк Рейли из IGN похвалил совместные сюжетные миссии, отметив, что PvP-режимы обычно имеют дисбаланс навыков. Рейли похвалил технические улучшения, которые периодически вносятся в игру. Мэтт Мартин из VG247 счёл игру более приятной, чем Grand Theft Auto Online, как с технической, так и с геймплейной точки зрения. Мартин критиковал проблемы баланса, но списывал их на бета-статус игры. Эндрю Вебстер из The Verge счёл PvP-режим в стиле «королевской битвы» в Red Dead Online более напряжённым, чем в Fortnite, из-за меньшего количества игроков и более медленного стиля игры. Хизер Александра из Kotaku написала, что Red Dead Online «более азартна», чем Red Dead Redemption 2. Здесь реалистичные города из оригинальной игры превращаются deathmatch-уровни. Джордан Оломан из Eurogamer высоко оценил улучшения, внесённые в игру к маю 2019 года, особенно качество сюжетных миссий, но отметил, что для игроков в игровом мире недостаточно целей. Red Dead Online была номинирована на премию Golden Joystick Awards в 2019 году как «Лучшая многопользовательская игра».
Игроки периодически жалуются на недостаток контента в игре и упрекают разработчиков в том, что они уделяют игре мало внимания, в отличие, например, от Grand Theft Auto Online. В июле 2020 года некоторые игроки наряжали своих персонажей в клоунские костюмы, чтобы продемонстрировать своё недовольство отсутствием обновлений в игре. В январе 2022 года недовольные игроки вывели в тренды Твиттера хештег #SaveRedDeadOnline. После новости от Rockstar Games о том, что в обозримом будущем большие обновления для игры не планируются, игроки устроили символические «похороны» Red Dead Online. 13 июля 2022 года в годовщину выхода последнего крупного дополнения «Кровавые деньги» игроки посещали кладбища в мире игры. Там персонажи игроков выпивали и делали совместные фотографии.

### Комментарии
1. 1 2 3  Бета-версия Red Dead Online стала доступна владельцам Ultimate Edition версии игры 27 ноября 2018 года. Игроки, сыгравшие в Red Dead Redemption 2 в первый день релиза (26 октября), получили доступ к ней на следующий день (28 ноября). Игроки, которые играли в игру в течение первых трёх дней после релиза (26-29 октября), получили доступ 29 ноября, а 30 ноября игра стала доступна для всех остальных игроков[1]. Из бета-версии игра вышла 15 мая 2019 года[2].